# کروتنگ
کروتنگ (به لهستانی:  Krutyń) یک منطقهٔ مسکونی در لهستان است که در گمینا پیتسکی واقع شده‌است.
 کروتنگ  ۲۶۰ نفر جمعیت دارد.